# David Amor
David López Veleiro (Salceda de Caselas, Pontevedra; 12 de abril de 1980), conocido artísticamente como David Amor, es un actor, humorista, presentador de televisión, exbalonmanista y modelo español. También conocido por su aparición en el programa de televisión de Antena 3 El club del chiste, así como en el concurso musical Tu cara me suena y en la serie Gym Tony.

## Biografía
Nació el 12 de abril de 1980. Su infancia trascurrió normal y corriente, sin embargo era incapaz de jugar al fútbol, y es por eso por lo que escogió a los catorce años el balonmano. Llegó a estar en la plantilla de la selección juvenil y la junior. Fue campeón del mundo y, justo cuando estaba en lo más alto, una lesión le hizo abandonar el mundo del balonmano. Empezó a buscar trabajo en otros sectores, como por ejemplo repartidor de pizzas o servir copas, al mismo tiempo que estudiaba la Licenciatura de la actividad física y el deporte en la Facultad de Ciencias de la Educación y del Deporte de Pontevedra. Fue entonces cuando se cruzó con la actriz que cambió su vida, María Castro, que gracias a ella entró en una Agencia de modelaje que le hizo amar el mundo del espectáculo. 
En 2000 se presentó a un anuncio de un casting para la TVG O rei da comedia donde conoció a Fran Hermida que le invitó a ir a los bares, donde comenzó a hacer monólogos pero finalmente, hizo su debut en la televisión para la TVG, Supermartes. Además comenzó a hacer cameos en varias películas o pequeños papeles. Entonces comenzó a presentar O pogramón y se le dio fama con Supermaster, un karaoke de verano de Galicia. Cuando parecía que iba a triunfar en la televisión, el balonmano se volvió a cruzar en su vida, después de que la Sociedad Deportiva Teucro le contratase, y éste aceptó, hasta que al año después volvió a dejar este deporte. 
Fue por esa época cuando le llamaron de Globomedia para hacer un casting. Después de hacer varios cástines, cuatro concretamente le llamaron para aparecer en Antena 3 en el programa de chistes El club del chiste. El 9 de enero de 2010 comenzaron a rodar el programa. También representó una actuación de humor y música jazz.
Actualmente además de aparecer en la comedia de Cuatro, Gym Tony como Tito (el monitor musculoso), también ejerce como personaje principal en una nueva serie para la TVG llamada Augas Quentes que comenzó su emisión en octubre de 2016.
En 2018 colabora con Omar Rabuñal y David Noya en la película Los Amigos - La Pinícula (2018), de Omar Rabuñal. 
Entre julio de 2018, a 2020 colaboró en Zapeando en la La Sexta.

## Trayectoria

### Serie de televisión
| Año         | Serie                     | Canal       | Personaje                         | Episodios     |
| ----------- | ------------------------- | ----------- | --------------------------------- | ------------- |
| 2003        | Mareas vivas              | TVG         |                                   | 1 episodio    |
| 2004        | 4º sen ascensor           | TVG         |                                   | 1 episodio    |
| 2011        | BuenAgente                | laSexta     |                                   | 1 episodio    |
| 2014 - 2016 | Gym Tony                  | Cuatro      | Evaristo "Tito" Escudero Nogales  | 339 episodios |
| 2015        | Aquí paz y después gloria | Telecinco   | Fermín                            | 8 episodios   |
| 2017        | Gym Tony LC               | FDF         | Evasristo "Tito" Escudero Nogales | 53 episodios  |
| 2017        | Vidago Palace             | TVG         | Pepe                              | 4 episodios   |
| 2018; 2021  | Pequeñas coincidencias    | Prime Video | Camarero                          | 2 episodios   |
| 2019        | Antes que perder          | Playz       | Cabo Roi Fontán                   | 5 episodios   |
| 2019        | 45 revoluciones           | Antena 3    | Ayudante dirección                | 1 episodio    |

### Programas de televisión
| Año         | Serie                          | Canal      | Función     |
| ----------- | ------------------------------ | ---------- | ----------- |
| 2002 - 2005 | Supermartes                    | TVG        | Colaborador |
| 2006        | Supermartes                    | TVG        | Presentador |
| 2008        | A terra dos prodixios          | TVG        | Invitado    |
| 2010 - 2013 | El club del chiste             | Antena 3   | Colaborador |
| 2015        | O clan dos impostores          | TVG        | Colaborador |
| 2016        | Augas Quentes                  | TVG        | Presentador |
| 2016        | Con Amor e compañía            | TVG        | Presentador |
| 2017 - 2018 | Tu cara me suena               | Antena 3   | Concursante |
| 2017 - 2018 | Ben 10 Challenge               | Boing      | Presentador |
| 2018 - 2019 | Zapeando                       | La Sexta   | Colaborador |
| 2019        | La mejor canción jamás cantada | TVE        | Colaborador |
| 2019        | ¿Juegas o qué?                 | TVE        | Presentador |
| 2021        | Mira quién vuela               | Telemadrid | Presentador |
| 2022        | Ya es verano                   | Telecinco  | Colaborador |
| 2022 - 2023 | Y ahora Sonsoles               | Antena 3   | Colaborador |
| 2022        | 25 palabras                    | Telecinco  | Invitado    |

### Teatro
- Pasa a tomar un café cuando quieras con Leo Harlem
- Sempre preocupado , espectáculo de monólogos.
- Amigos ata a morte con Xosé Antonio Touriñán y Ledicia Sola

### Web series
- Clases de lo social (2014). Temporada 2, capítulo 2. Como chico de la discoteca.

Cine
- Los Amigos - La Pinícula (2018), de Omar Rabuñal.